# 電力機車

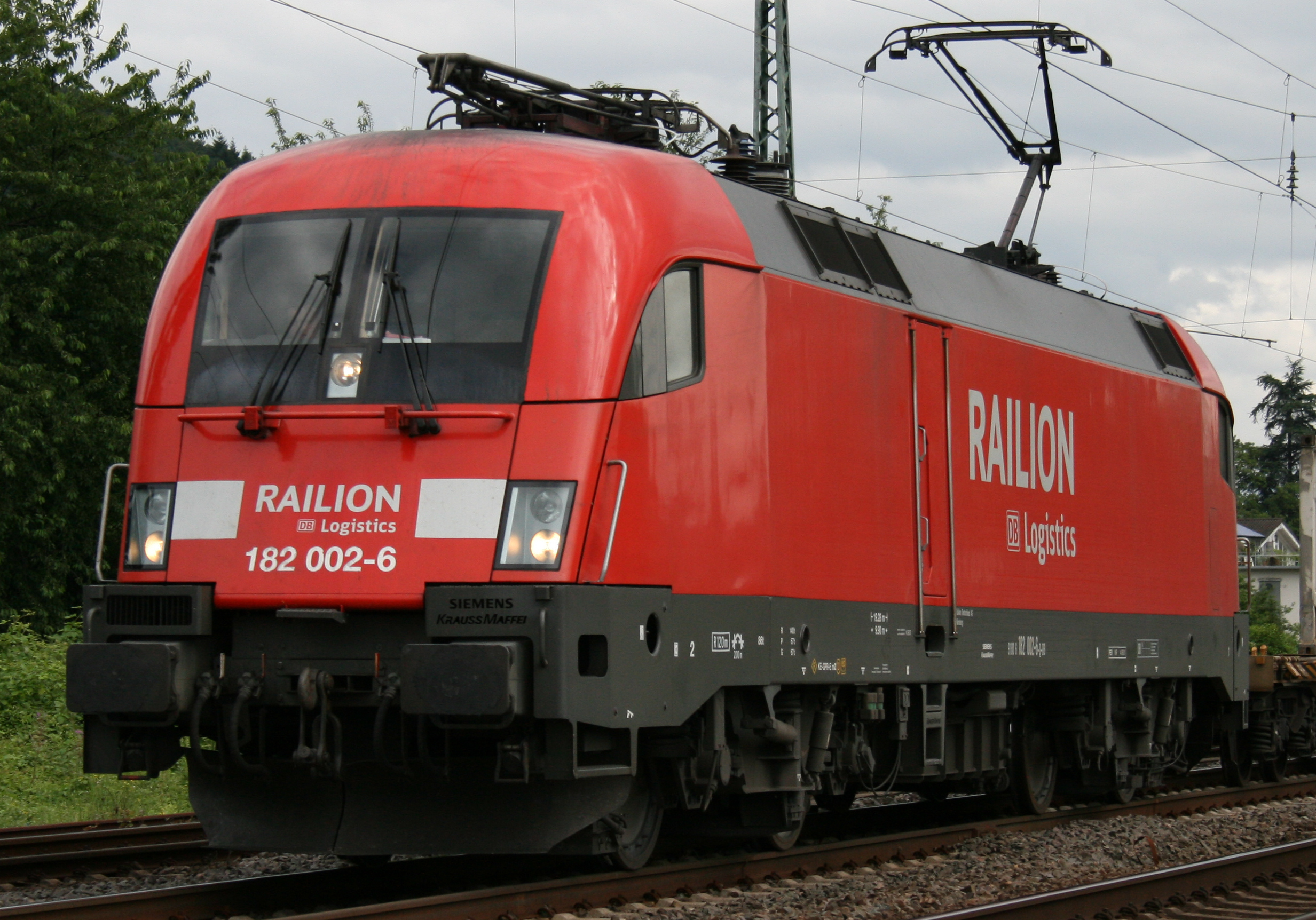
西門子製造的電力機車—EuroSprinter。

电力机车（英語：electric locomotive）简单而言就是指从外界获取电力作为能源驱动的鐵路機車，電源包括架空電纜、第三軌、電池等。同样使用牵引电动机的电传动柴油机车、燃气机车等并不属于电力机车。

## 優點
使用電力機車的其中一個好處，在於本身不會直接在鐵路沿線及站場製造空氣污染，包括蒸汽機車、柴油機車運行時產生的廢氣；供電氣化鐵路使用的發電廠在使用化石燃料時仍會有廢氣排放造成間接汙染，但幾乎都可以輕易的控制得比柴油機車好很多，除此之外也可使用低污染的風力或水力發電。耗能方面電力機車起動上比較節能，但長途運行上就未必（一般來說、大型火力發電廠扣除輸電網損後的能量轉換效率及污染處理能力會優於柴油機車，但引擎高效率化的新型柴油機車可能耗能更低）。在噪音方面，電力機車在行走時可比柴油機車靜得多，同樣更可進一步縮減行車時間。
在性能上，由於不需像柴油機車般配備很重的引擎以及燃油油箱，進而減輕自重，因此在加減速、高速均比柴油機車優勝。同時因為少了這些設備，不少電力機車體積比較小，甚至有的還會結合行李車廂等用途的多功能化機車。
電力機車有再生制軔的能力，在煞車時將一部分的能量回饋到電網；柴油機車雖然可以採取混合動力方式回收能量、但混合動力柴油機車成本高。
與電聯車相比，電力機車牽引車廂的編組彈性較大，特別適合編組經常變動的貨物列車。

## 缺點

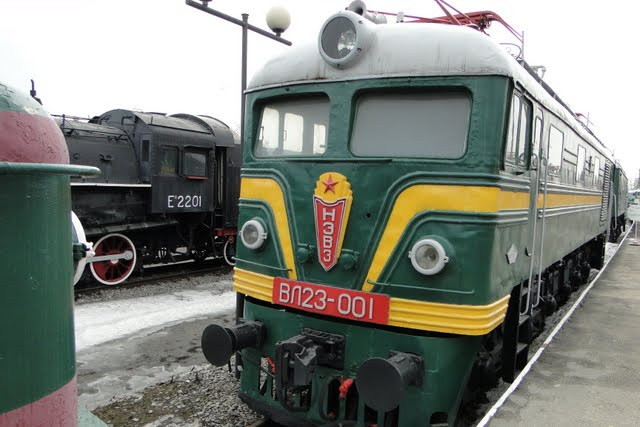
諾沃切爾卡斯克電力機車廠於蘇聯時期製造的电动火车头VL-23

電力機車的缺點在於大部分電力機車本身沒有動力源，電能仰賴來自外部的電車線，只有少數能使用電池提供能量，如遇自然災害、戰爭等不可抗力狀況引發斷電就無法運行，甚至可能引發事故，而也因這個原因，大部分電力機車無法在非電氣化鐵路行駛，但很多次要的鐵路是沒有電氣化的，造成一些會在電氣化與非電氣化間行使的長途班次要在途中掉換機車頭造成作業時間浪費，双动力车辆是一種折衷方案，即在電力機車上額外配備有柴油引擎，能應付突發的斷電狀況，並可在非電氣化鐵路繼續行駛不用掉換機車頭。故而電力機車雖有許多優點，仍然無法全面取代傳統的柴油（內燃）機車。
另外與動力分散式的電聯車相比，加減速性能略遜於電聯車，而且空間利用效率也比較差（動力集中式的電力機車其機車頭無法載客，而動力分散式的電聯車每節車廂皆可以有載客功能），因此較不適用於須短距離停站的通勤或區間用車。

## 歷史
早期的電力機車大多使用直流牽引電動機，由於人們發現三相交流的電動機能提供更高牽引動力及效益，且體積比相同輸出的直流電動機小，因此鐵路技術發達國家的新機車均使用交流傳動并采用三相异步电动机（20世纪80～90年代法国设计制造的部分机车采用三相同步电动机）。在三相异步电动机普及以前，中欧部分采用15kV 16⅔Hz供电的电力机车采用单相交流电动机（如德铁103型电力机车），可以达到比直流电动机更大的功率。现在有少數电力机车采用了永磁同步电动机，但仍然处在实验阶段。
近年新建的電氣化鐵路多數以交流電為主，但世界各地仍然有不少直流電的電氣化鐵路。
世界最快的鋼軌鋼輪推拉式鐵路列車是由電力機車牽引的TGV，曾在2007年創下時速574公里的紀錄。

## 图集

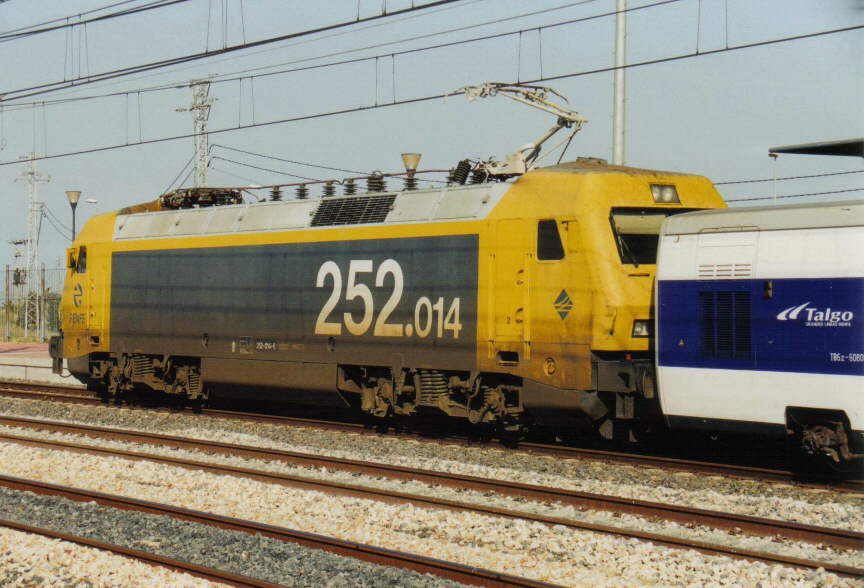
西班牙的電力機車
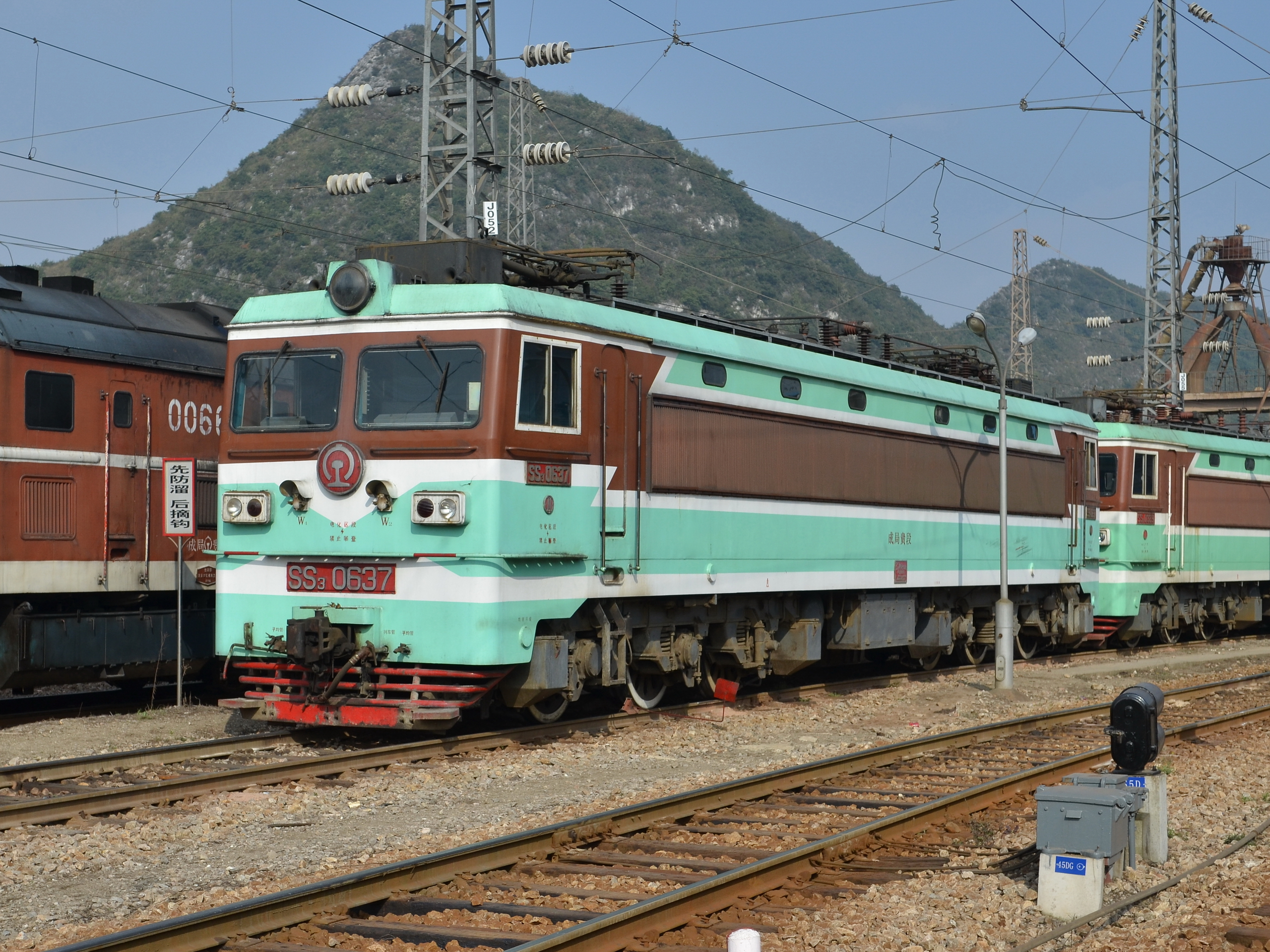
中国韶山3型電力機車
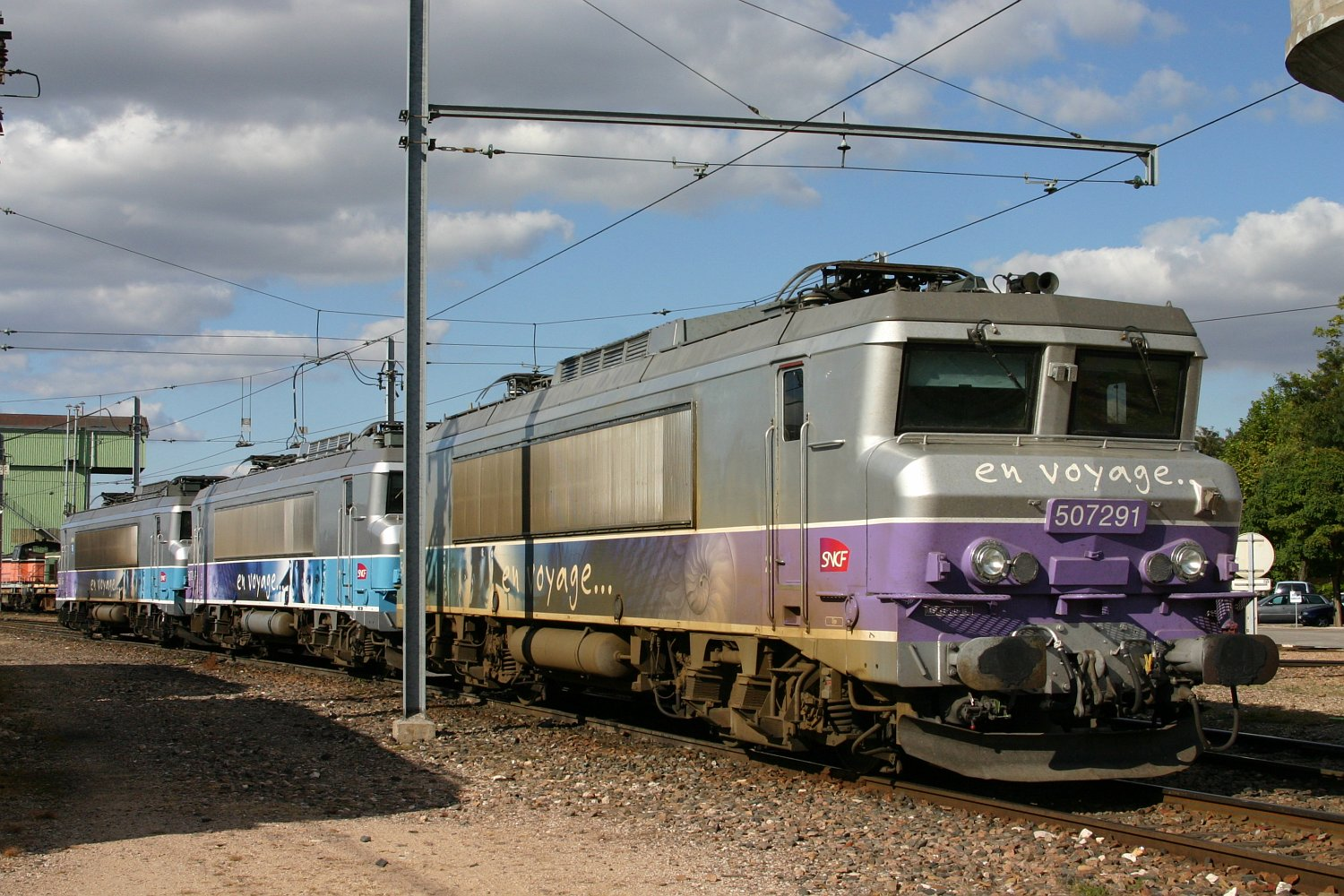
法国BB 7200型电力机车
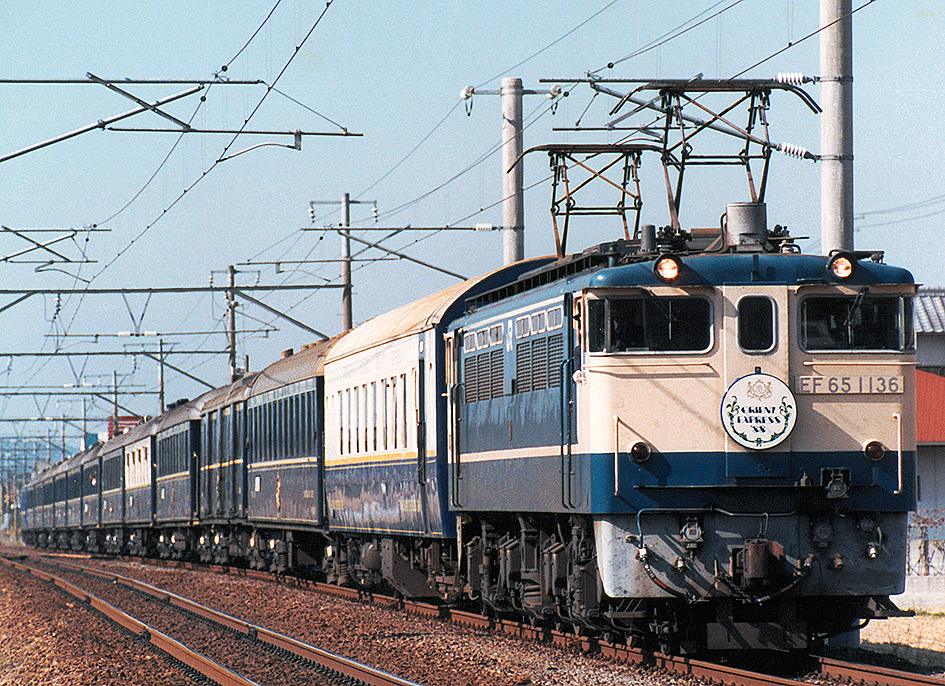
日本國鐵EF65型電力機車牵引东方快车
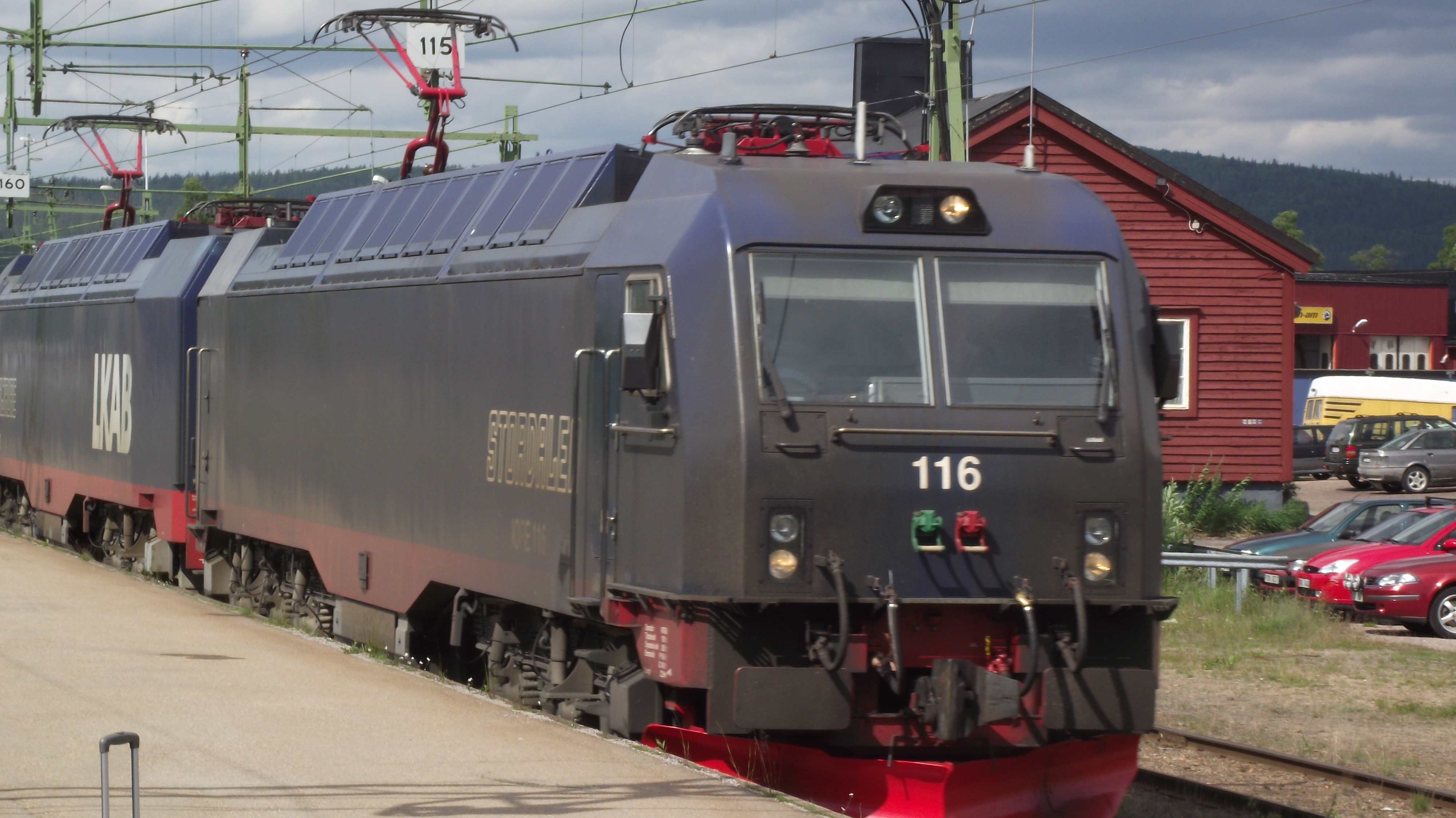
瑞典IORE型电力机车
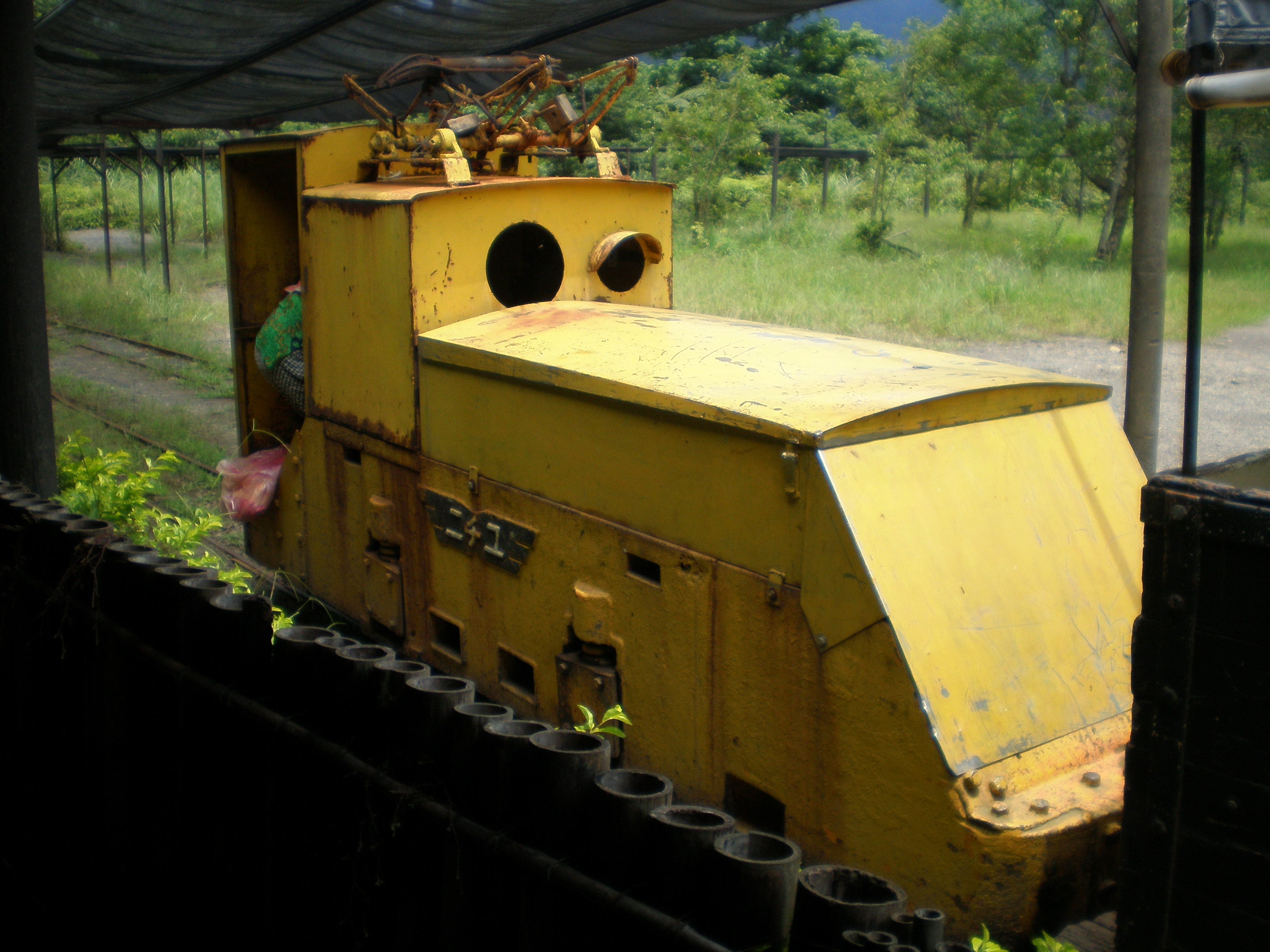
台灣新北市新平溪煤礦的「獨眼小僧」電力機車
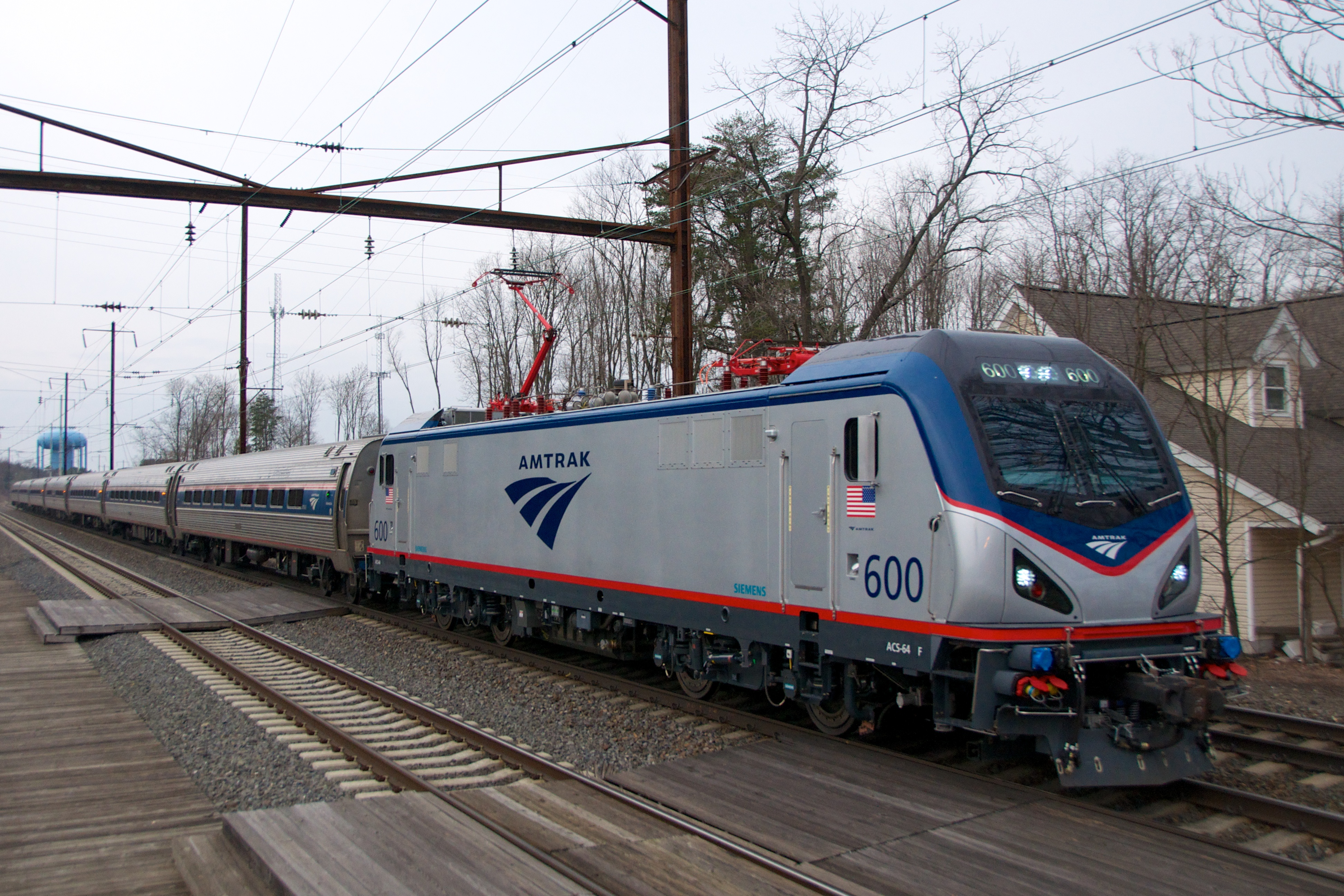
美国铁路ACS-64型电力机车

## 参看
- 中国电力机车列表